# Reinhardshagen
Reinhardshagen – miejscowość i gmina w Niemczech, w kraju związkowym Hesja, w rejencji Kassel, w powiecie Kassel.

## Zabytki

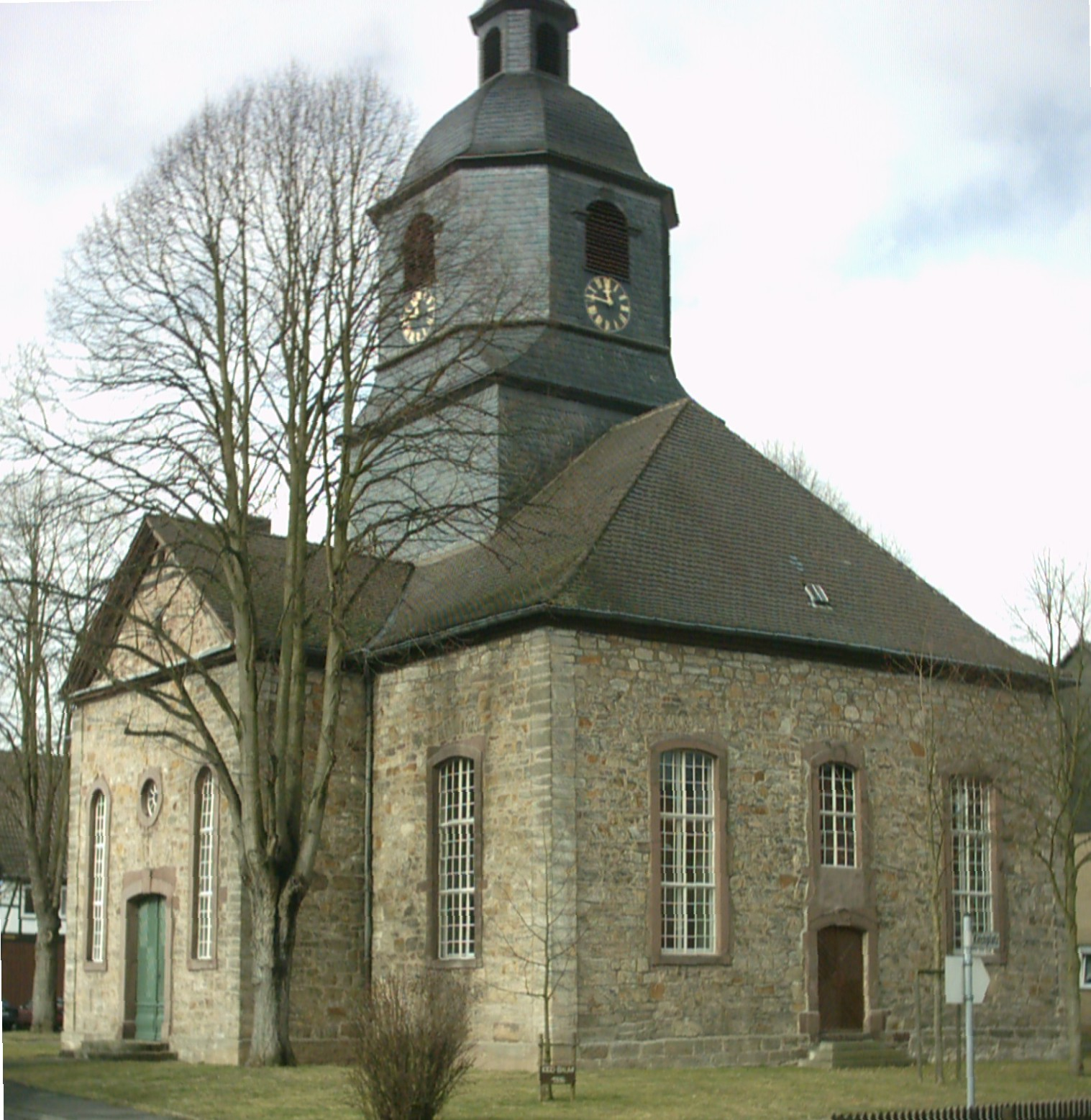
Barokowy kościół w dzielnicy Veckerhagen

- barokowy kościół protestancki w dzielnicy Veckerhagen[2];